# دينا يوسف
دينا يوسف (مواليد 28 فبراير 1985) هي لاعبة كرة طائرة مصرية معتزلة. لعبت مع منتخب مصر لكرة الطائرة للسيدات وكانت ضمن الفريق المشارك في بطولة العالم لكرة الطائرة للسيدات 2006 في اليابان. لعبت مع نادي الشمس.

## الأندية
- الشمس (2006)